# Janice Min
Janice Min, née le 13 août 1969 à Atlanta, Géorgie, aux États-Unis, est une journaliste américaine, directrice et propriétaire de médias. Elle commence sa carrière dans le journalisme, travaillant pour le magazine People et InStyle (en), et est rédactrice en chef de Us Weekly de 2002 à 2009. En tant que coprésidente et directrice générale, elle réorganise les publications de l'industrie du divertissement The Hollywood Reporter et Billboard Magazine entre 2009 et 2018. En 2021, elle devient directrice générale, rédactrice en chef et copropriétaire d'Ankler Media (en).
Min est nommée « rédactrice en chef de l'année » par Adweek en 2005, remporte un Emmy Award en 2014, figure sur la liste de CNN des « 11 personnalités les plus importantes de 2023 dans le domaine des médias et de la technologie » et est décrite comme ayant « un pouvoir oprahien sur la culture des célébrités ». Elle est l'invitée des talk-shows Real Time with Bill Maher, Morning Joe, Power Lunch (en) et Newsnight (en), entre autres,,,.

## Biographie

### Jeunesse et formation
Janice Min, née le 13 août 1969 à Atlanta, aux États-Unis. Elle la plus jeune de trois enfants, de Nungsun Min, agente du fisc (IRS), et de Hong Min, professeur de zoologie,. Son père enseigne à l'Université de Géorgie avant de devenir cadre dans une société de fournitures médicales. Les parents ont émigré aux États-Unis depuis Séoul, en Corée du Sud,.
Min grandit principalement à Littleton,, dans le Colorado, où sa famille déménage juste avant qu'elle n'entre en première année. Elle excelle à l'école, sautant la troisième année et obtenant son diplôme de fin d'études secondaires à l'âge de 16 ans. Enfant, elle est fan de la journaliste Connie Chung, et dit que ses parents sont « étrangement permissifs » face à son intérêt pour le journalisme des immigrés asiatiques-américains. Min s'intéresse également à la mode, depuis qu'elle est toute petite.
À l'âge de 13 ans, elle ment sur son âge, disant qu'elle a 14 ans, pour obtenir un emploi chez McDonald's. Au collège et à l'Heritage High School (en), elle contribue aux journaux étudiants de l'école. Min travaille dans un magasin de vêtements dans un centre commercial local, est devient caissière chez Target et vend des cosmétiques chez Foley's (en) pendant les vacances d'été de l'université. Elle fait un stage d'été chez PBS NewsHour.
À l'âge de 16 ans, Min s'installe à New York pour étudier à l'Université Columbia, où elle rencontre son futur mari, Peter Sheehy, et obtient un diplôme d'histoire en 1990, ainsi qu'une maîtrise en journalisme à la même université.

### Vie privée
Min réside actuellement à Los Angeles avec son mari, Peter Sheehy, qui est directeur d'une organisation à but non lucratif appelée KidUnity et professeur d'histoire à la Harvard-Westlake School (en),. Ils ont trois enfants - Lila, Tate et Will.

## Carrière

### Les débuts
Min commence sa carrière de journaliste en 1991 en tant que reporter pour The Reporter-Dispatch dans le comté de Westchester, à New York. Elle y couvert la criminalité, ainsi que les réunions du conseil scolaire local et du comité de planification, entre autres.

Logo de People Magazine

Min rejoint le magazine People en 1993 en tant que rédactrice,. Elle ne s'intéresse pas aux potins sur les célébrités, mais cherche un emploi et a un ami qui y travaille,. Au début, Min a eu du mal à travailler pour People. Selon l'un de ses anciens collègues, elle est un « écrivain médiocre ». Paula Chin, alors rédactrice en chef du magazine, lui sert de mentor et elle devient plus apte à occuper ce poste, car People commence à se concentrer sur des sujets plus légers. Elle couvre la mode pour la section Style Watch, qui devient une rubrique hebdomadaire régulière et elle est promue rédactrice en chef en 1997.
Après cinq ans à People, Min quitte le journal et rejoint brièvement Life Magazine en tant que rédactrice en chef adjointe. Selon Adweek, elle s'ennuie et est malheureuse à Life, en raison du rythme plus lent d'une publication mensuelle. En 1998, après moins d'un an chez Life, Min quitte le magazine pour travailler chez InStyle (en), où elle occupe le même poste,. Elle y dirige le développement d'InStyle Weddings et d'InStyle Makeover. En 2001, elle quitte InStyle et se met à la recherche d'un autre poste.

### Us Weekly
En 2002, Min pose sa candidature au poste de rédactrice en chef de Us Weekly, mais elle est engagée comme rédacteur exécutif sous la direction de Bonnie Fuller (en), qui devient rédactrice en chef,. En juillet suivant, Fuller démissionne et Min est nommée pour la remplacer,,.
Selon le New York Times, Min fait de Us Weekly l'une des « grandes réussites » de l'industrie des magazines,. L'intérêt du public pour les nouvelles sur les célébrités devient croissant, tout comme le tirage du magazine. Dans son rôle à Us Weekly, Min a un impact significatif sur la culture populaire, et contribue à la création d'une industrie pour les potins sur les célébrités. Par exemple, Us Weekly est en grande partie responsable de la popularité de l'émission de télé-réalité Jon & Kate Plus 8 (en), qui met en scène un couple avec huit enfants, après avoir présenté John et Kate en couverture de huit numéros consécutifs. Min axe une grande partie de l'éditorial de la publication sur les stars de la télé-réalité, plutôt que sur les acteurs et les chanteurs. Selon Adweek, Min positionne les célébrités comme l'ami du lecteur qui « peut supporter un peu de moquerie » et favorise des relations plus coopératives avec les célébrités,. Selon Elle, Min dépeint les célébrités comme des personnes qui « peuvent faire des bêtises, voire être lâches, mais ne sont jamais des méchants ». Selon le Los Angeles Times, Min « a adouci le ton et l'a rendu beaucoup plus amical envers les stars ». Min contribue également à créer un intérêt pour les grossesses de célébrités dans la culture populaire grâce à son travail à Us Weekly. Elle crée également un environnement plus calme sur le lieu de travail, qui était auparavant dramatique et conflictuel. Sous le mandat de Min, le tirage de la publication est passé de 800 000 exemplaires par semaine en 2000 à 1,9 million d'exemplaires en 2009.
Min négocie un contrat qui lie partiellement sa rémunération au nombre de magazines vendus. Avec l'augmentation de la distribution, son salaire culmine à 2 millions de dollars par an,. Elle part en août 2009 car son contrat arrive à échéance et les recettes publicitaires de la publication diminuent. Pour son travail à Us Weekly, Min est nommée rédactrice en chef de l'année par le magazine AdWeek,. Entre deux emplois, Min reçoit des offres d'emploi de magazines féminins, mais elle n'est pas intéressée. Elle passe dix mois avec sa famille.
Peu après son départ, Min conclue un accord avec St. Martin's Press (groupe Gale) pour écrire un livre, How to Look Hot in a Minivan : A Real Woman's Guide to Losing Weight, Looking Great, and Dressing Chic in the Age of the Celebrity Mom, sortie en 2012 et qui reçoit des critiques favorables,,. En août 2012, elle écrit une chronique dans le New York Times pour se plaindre des attentes irréalistes en matière de poids et de beauté pour les nouvelles mamans, fixées par les célébrités. Elle est critiquée dans les blogs et les médias sociaux pour avoir critiqué un aspect de la culture populaire qu'elle avait contribué elle-même à établir. Min déclare que le magazine répondait aux intérêts des lecteurs et ne les créait pas.

### The Hollywood Reporter et Billboard

Logo de The Hollywood Reporter.

En décembre 2009, le Président-directeur général de Prometheus Global Media, Richard Beckman, acquiert le Hollywood Reporter. Selon The Daily Beast, le Hollywood Reporter était « dans une spirale de la mort », devenu trop amical envers les célébrités qu'il couvre et perd des lecteurs au profit de son concurrent Daily Variety,. Après avoir lu dans le New York Post que Min déménageait à Los Angeles, Beckman commence à la courtiser pour qu'elle dirige le redressement de la publication. Elle est nommée directrice de la rédaction du Hollywood Reporter en mai 2010,.

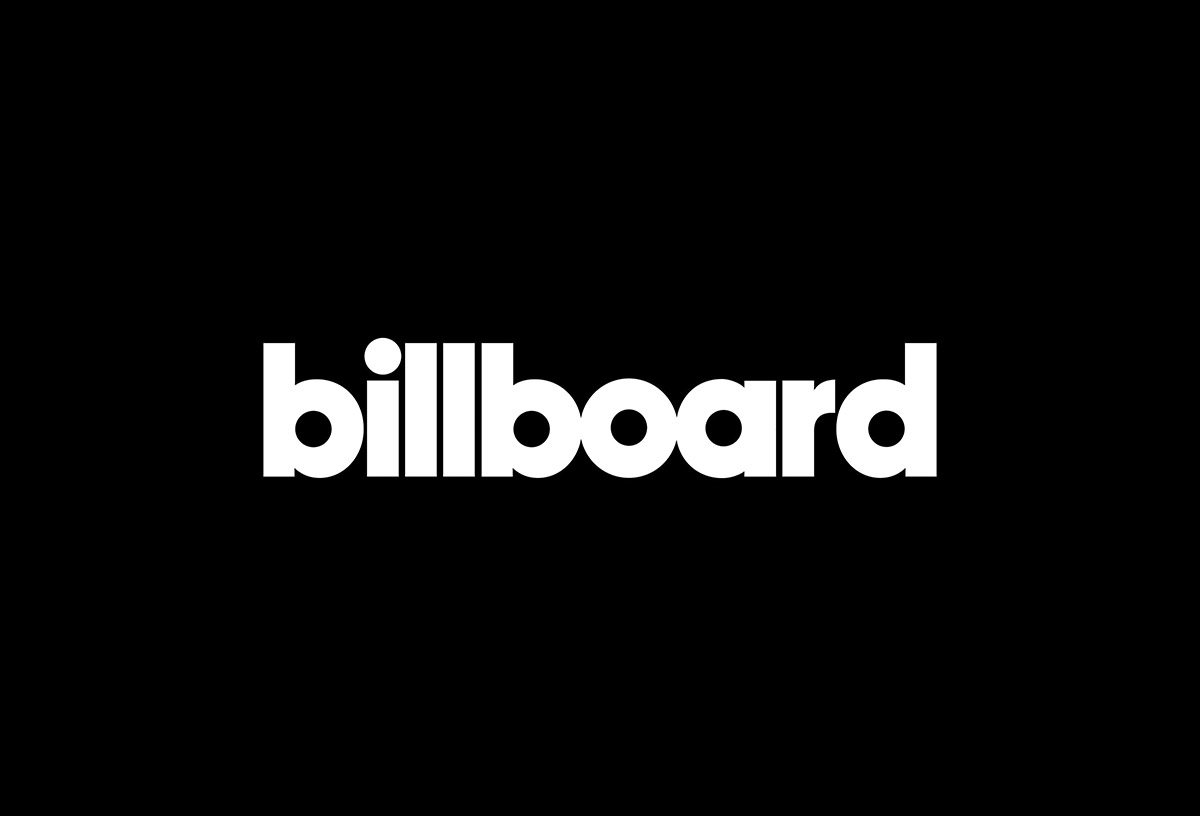
Logo de Billboard Magazine.

Quatre mois après son entrée en fonction, le Hollywood Reporter est relancé sous la forme d'un magazine hebdomadaire sur papier glacé,. Elle concentre l'éditorial de la publication sur des articles de fond et des images. Selon le New York Times, « elle publie des profils de 3 000 mots sur Hollywood, ainsi que de nombreuses galeries de photos juteuses et des articles plus légers » par rapport aux « quelques brèves informations sur les allées et venues des uns et des autres ». Elle évite les communiqués de presse réécrits et le jargon de l'industrie qui étaient courants dans les numéros antérieurs. Parmi les sujets sur lesquels elle se concentre figurent les chiffres du box-office, les controverses, la mode et les nouvelles personnelles des célébrités,. Min crée des départements artistiques et photographiques et engage davantage de journalistes. La publication commence également à organiser des soirées pour les nommés aux Oscars et aux Emmy Awards,.

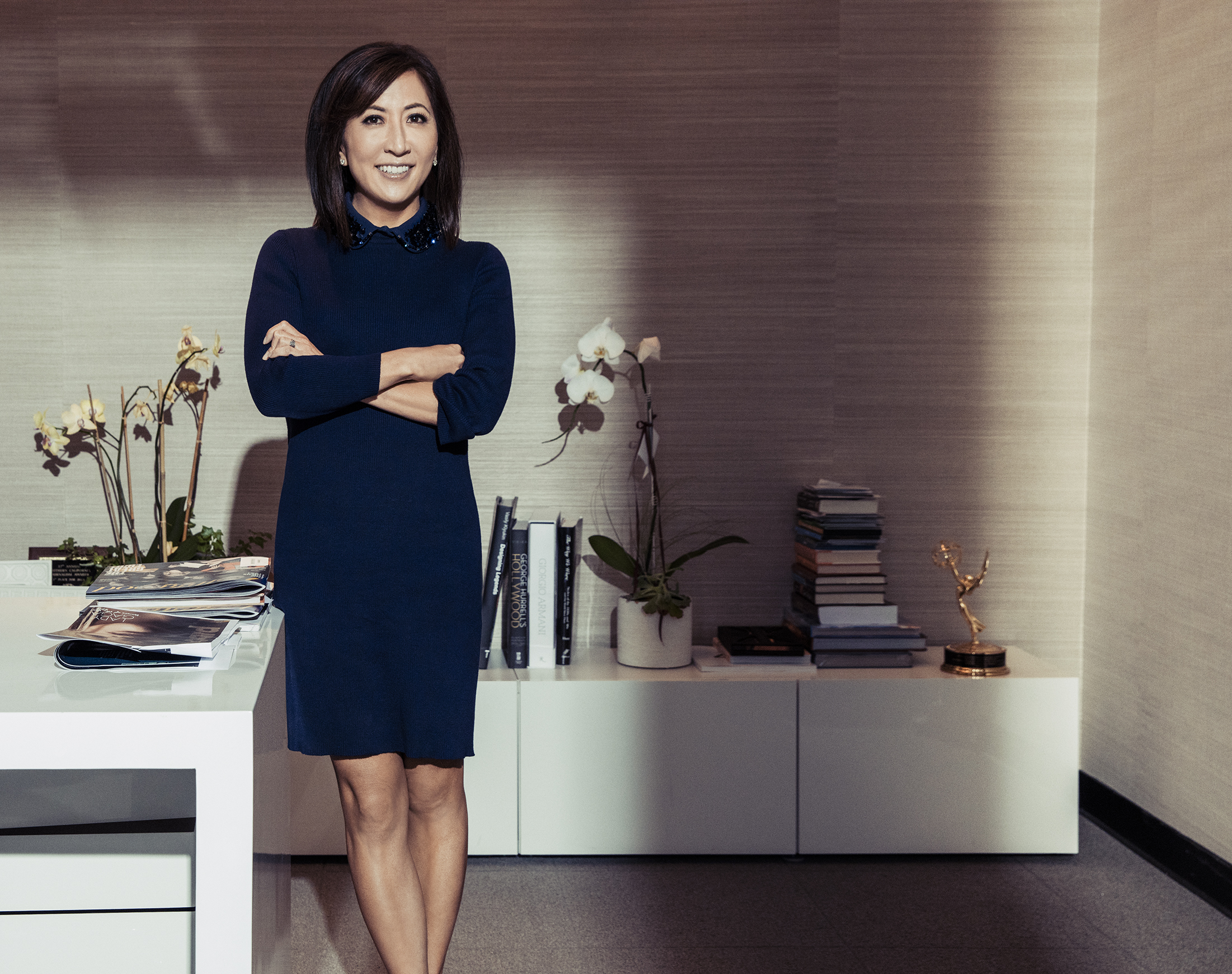
Janice Min dans son bureau à Los Angeles en 2015

Min dirige également la modernisation du site internet de la publication,. Le trafic internet du Hollywood Reporter augmente de 800 % sous son mandat et les revenus augmentent de 50 %,.
En janvier 2014, Min est promue coprésidente et directrice de la création du Entertainment Group de Guggenheim Media. À ce titre, elle prend la tête du Hollywood Reporter et de Billboard,, qui est toujours considéré comme le magazine le plus réputé de l'industrie musicale, mais qui perd des lecteurs et des rédacteurs en raison des bouleversements qu'a connus l'industrie musicale. Min est nommée pour mener un redressement similaire à celui qu'elle a réalisé Hollywood Reporter.

### Quibi
En 2018, Min rejoint Quibi (en), la startup vidéo de Jeffrey Katzenberg, pour diriger sa rubrique d'émissions d'actualités quotidiennes appelée Daily Essentials. En septembre 2019, Min quitte Quibi, avant son lancement en avril 2020.

### Ankler Media

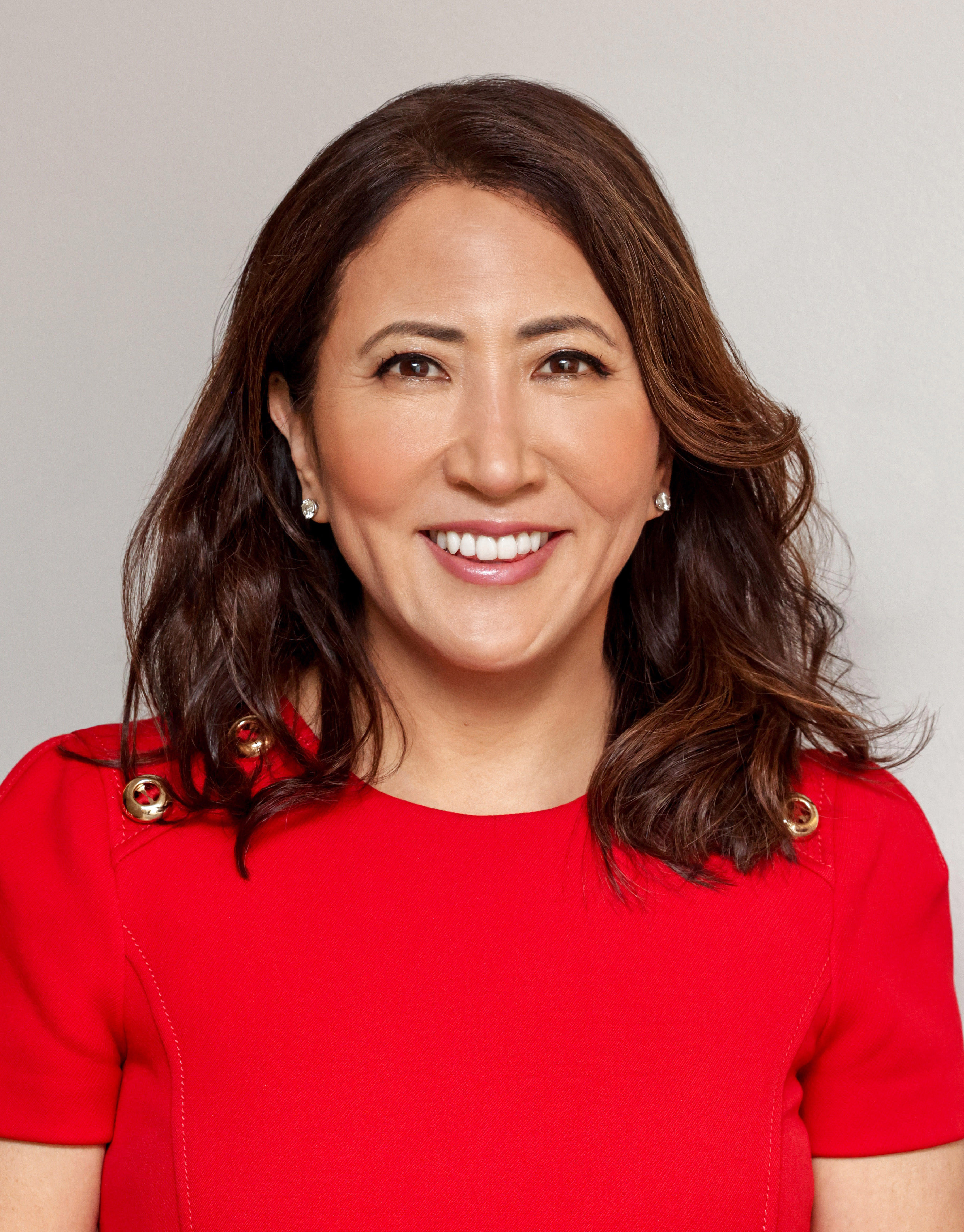
Janice Min en 2023

En 2021, Min collabore avec Richard Rushfield (en) pour lancer Ankler Media (en), qui élargit le bulletin d'information Substack axé sur l'actualité du divertissement. La newsletter, rebaptisée The Ankler, pour en faire une entreprise médiatique plus importante comprenant des podcasts et des événements, couvrant également l'industrie du divertissement,. Min est actuellement copropriétaire, Présidente-directrice générale et rédacteur en chef de Ankler Media,,.
Min et Rushfield participent à un programme d'incubation pour The Ankler par l'intermédiaire de Y Combinator afin d'obtenir un capital d'amorçage en juin 2022,.

## Prix et reconnaissances

### Récompenses
| Année | Nommé pour                                               | Catégorie                                                  | Récompense                                       |
| ----- | -------------------------------------------------------- | ---------------------------------------------------------- | ------------------------------------------------ |
| 2005  | US Weekly                                                | Editor of the Year                                         | Adweek                                           |
| 2006  | US Weekly                                                | 40 Under 40                                                | Crain's New York                                 |
| 2007  | Journalism                                               | Distinguished Achievement Award                            | Columbia University of Journalism                |
| 2007  | US Weekly                                                | 50 Most Powerful Women in NYC (#18)                        | New York Post                                    |
| 2009  |                                                          | Achievement in Journalism                                  | KoreAm Award                                     |
| 2012  |                                                          | Career Achievement                                         | National Entertainment Journalism Luminary Award |
| 2014  | The Hollywood Reporter in Focus: The Wolf of Wall Street | Arts and Culture/History                                   | Emmy Award                                       |
| 2015  | The Hollywood Reporter                                   | General Excellence in the Special Interest Category        | National Magazine Award                          |
| 2015  | The Hollywood Reporter                                   | Best Fashion Issue Of A Non Fashion Magazine               | Fashion Media Award                              |
| 2016  |                                                          | Significant Contribution to the Communications Industry    | Matrix Award                                     |
| 2016  |                                                          | Honor Medal for Distinguished Service                      | Missouri School of Journalism                    |
| 2016  | The Hollywood Reporter                                   | Print and Digital Media                                    | National Magazine Award                          |
| 2017  | The Hollywood Reporter-Billboard Media                   | Exceptional Woman in Publishing                            | Exceptional Woman in Publishing Award            |
| 2023  | The Ankler                                               | Leading Women of 2023                                      | Ad Age                                           |
| 2023  | The Ankler                                               | 11 Most Consequential Media and Technology Figures of 2023 | CNN                                              |

### Nominations
| Année | Nommé pour                           | Catégorie                                        | Récompense         |
| ----- | ------------------------------------ | ------------------------------------------------ | ------------------ |
| 2016  | The Hollywood Reporter Roundtables   | Variety (Video Series & Channels)                | Webby Award        |
| 2017  | Close Up With The Hollywood Reporter | Outstanding Special Class Series                 | Daytime Emmy Award |
| 2023  | The Ankler                           | Websites and Mobile Sites, Independent Publisher | Webby Award        |
| 2024  | The Ankler                           | Websites and Mobile Sites, Independent Publisher | Webby Award        |

## Publications
- (en) Janice Min, How to Look Hot in a Minivan : A Real Woman's Guide to Losing Weight, Looking Great, and Dressing Chic in the Age of the Celebrity Mom, St. Martin's Press, 18 septembre 2012, 240 p. (ISBN 978-0-312-65897-7, présentation en ligne)